# Dubina (Šemnice)

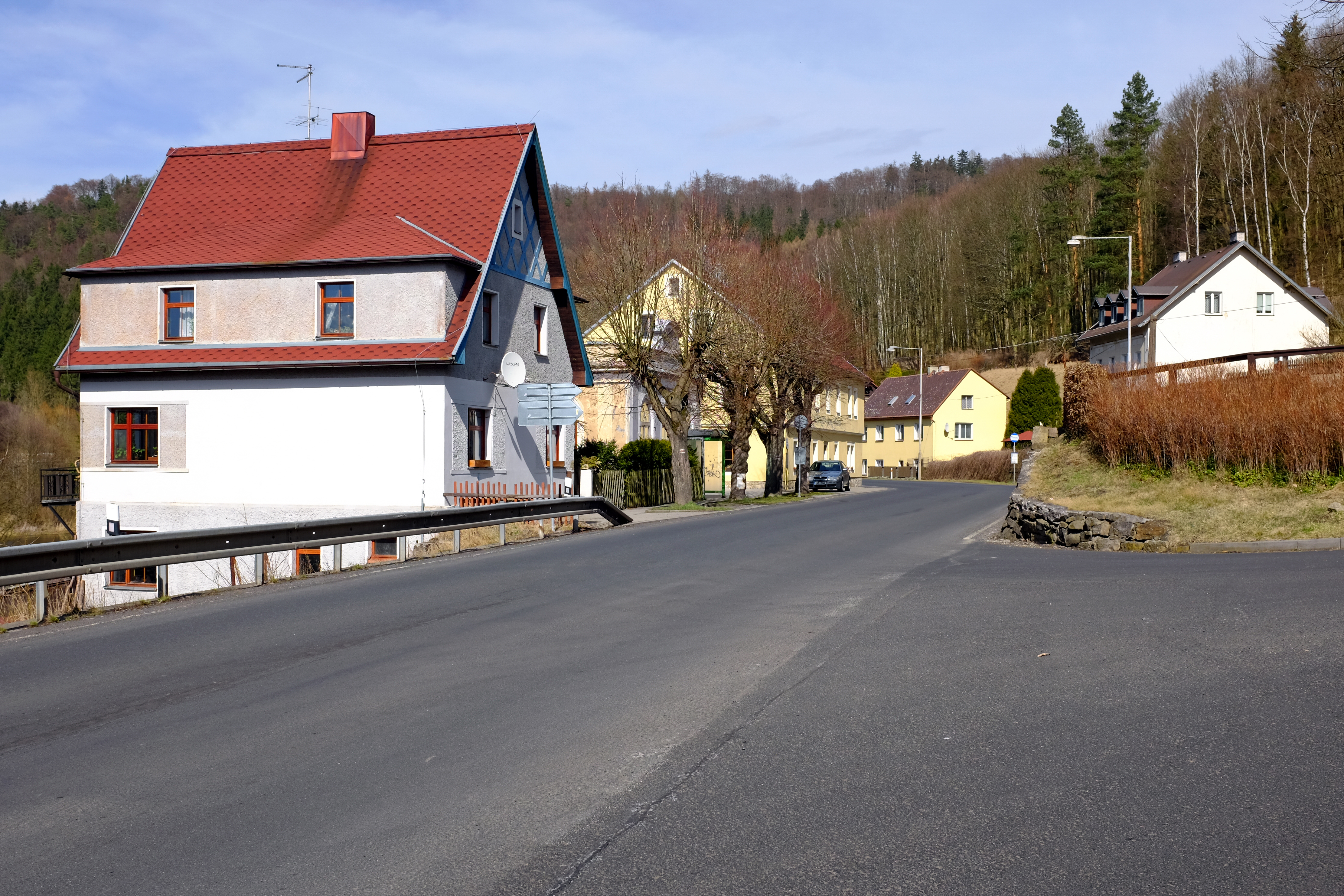
Dorfstraße

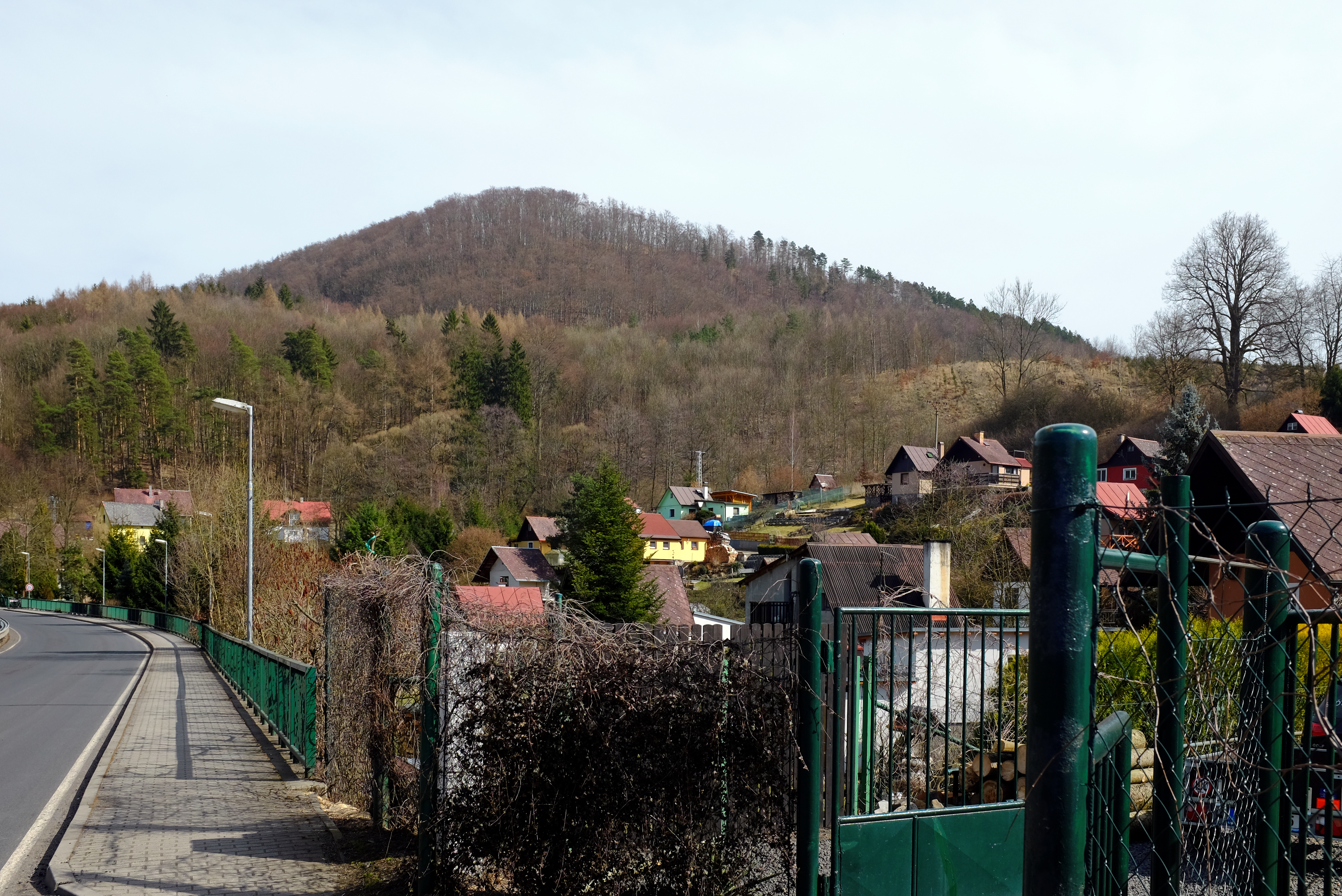
Ferienhäuser im Egertal, im Hintergrund der Schwedelberg

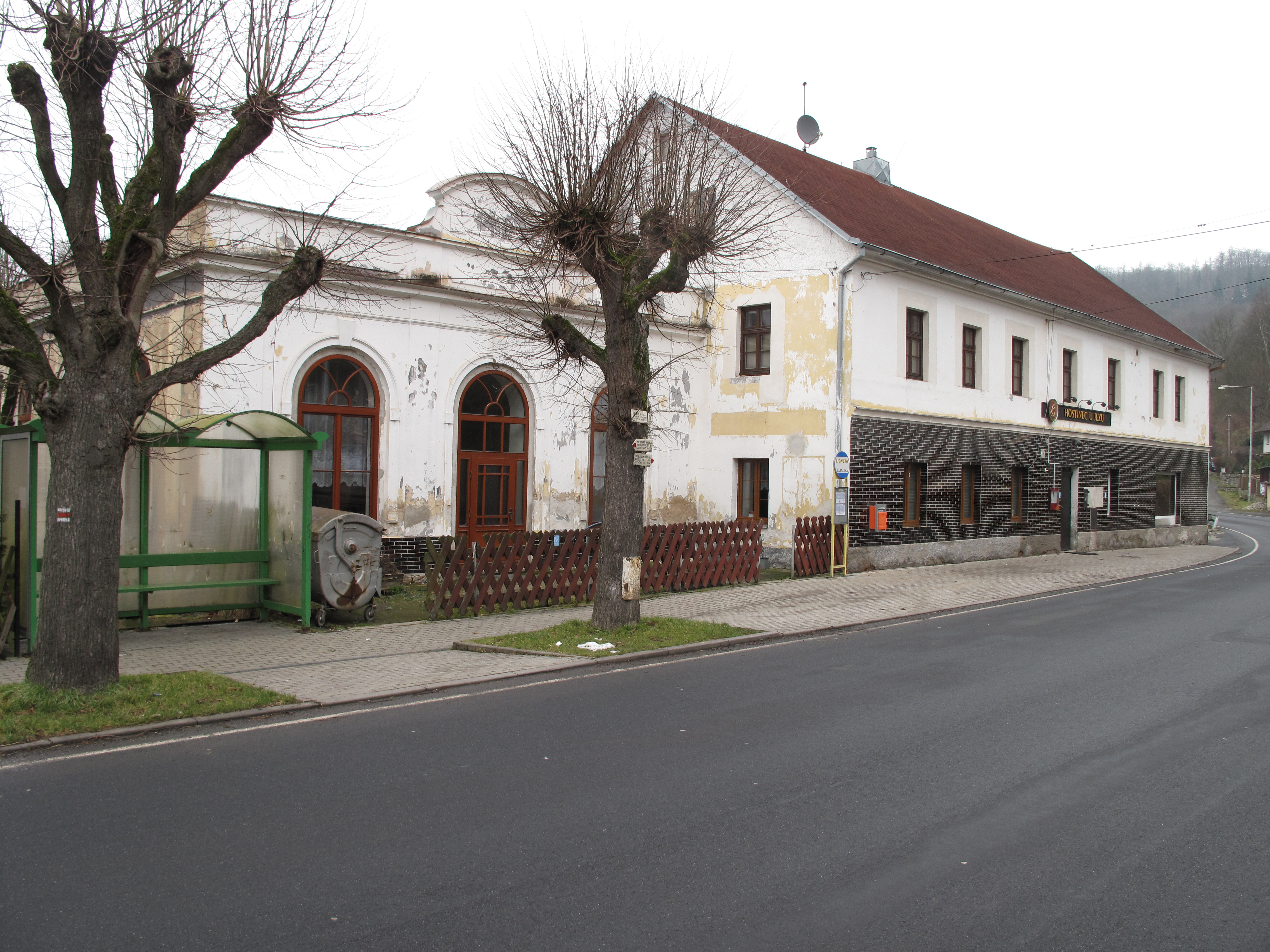
Gasthaus "U jezu"

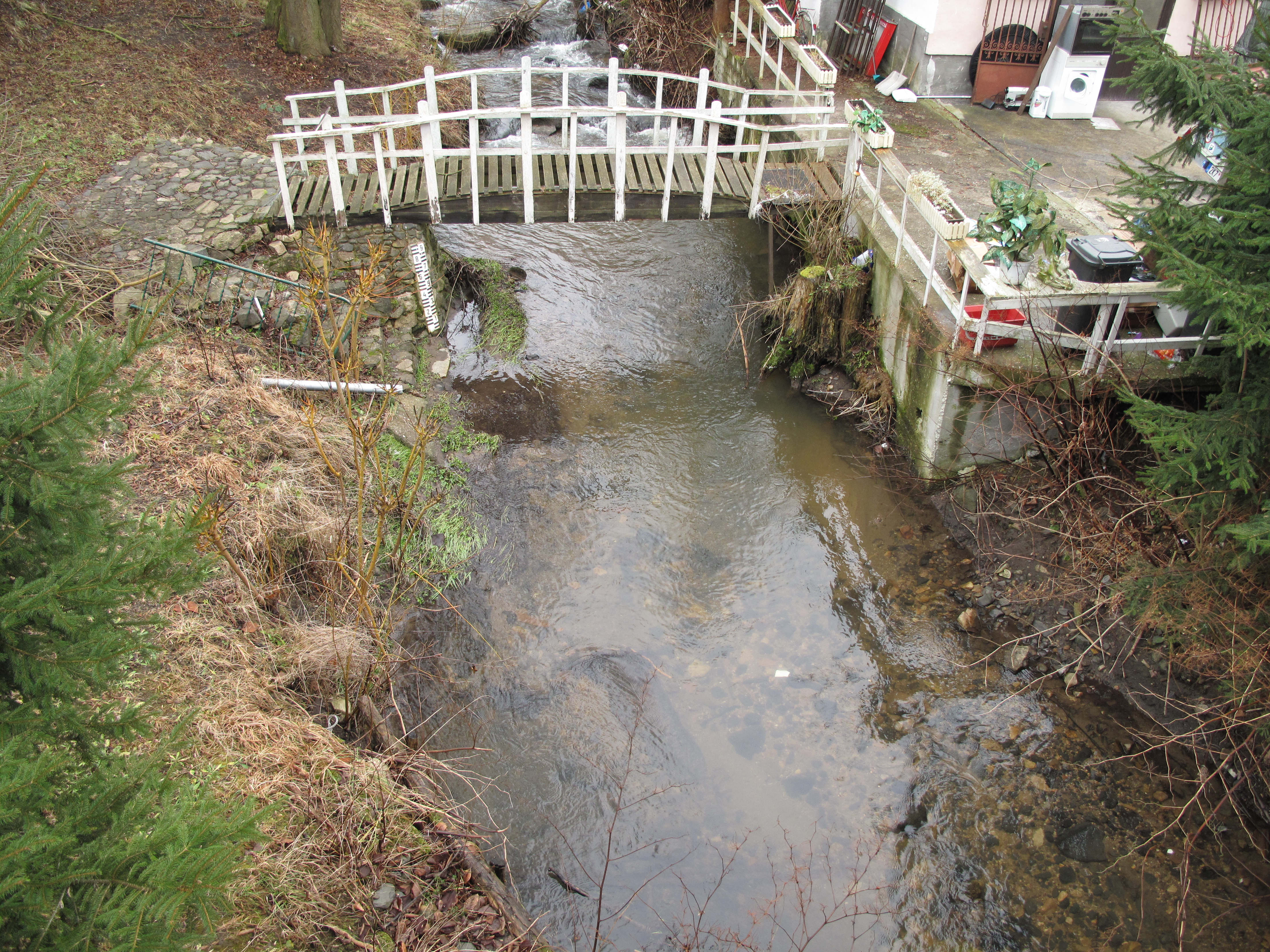
Brücke über den Dubinský potok

Dubina, bis 1948 Eichenhof, ist ein Ortsteil der Gemeinde Šemnice in Tschechien. Er liegt acht Kilometer östlich von Karlovy Vary und gehört zum Okres Karlovy Vary.

## Geographie
Dubina befindet sich am Fuße des Duppauer Gebirges im Egergraben. Das Dorf erstreckt sich rechtsseitig der Eger im Seitental des Dubinský potok (Langgrüner oder Hotscheloh-Bach), in den im Ort der Lučinský potok (Hartmannsgrüner Bach) einmündet. Durch das Egertal verläuft die Staatsstraße II/222 zwischen Karlovy Vary und Kyselka. Nördlich erhebt sich die Bučina (Buchkoppe; 582 m. n.m.), im Nordosten der Na Klobouku (604 m. n.m.), östlich der Švédlův vrch (Schwedelberg; 550 m. n.m.), im Südosten der Lučinský vrch (534 m. n.m.), südlich der Šibeniční vrch (485 m. n.m.) und der Kamenný vrch (628 m. n.m.), im Südwesten die Šemnická skála (Schömitzstein; 645 m. n.m.) sowie im nordwestlich der Na Pastvinách (516 m. n.m.).
Nachbarorte sind Nová Kyselka (Rittersgrün) und Kyselka (Gießhübl Sauerbrunn) im Norden, Dolní Lomnice (Unter Lomitz) sowie die Wüstungen Horní Lomnice (Ober Lomitz) und Zakšov (Sachsengrün) im Nordosten, Svatobor (Zwetbau) und die Wüstung Stará Ves (Altdorf) im Osten, Lučiny (Hartmannsgrün) im Südosten, Beraní Dvůr (Hammelhof) im Süden, Andělská Hora (Engelhaus) im Südwesten, Šemnice (Schömitz) und Na Valově im Westen sowie U mostu (Egerbrück) und Pulovice (Pullwitz) im Nordwesten.

## Geschichte
Seit dem Beginn des 13. Jahrhunderts gehörte die Gegend um Schömitz zu den Besitzungen des Zisterzienserklosters Ossegg, das hier einen Klosterhof (Pfaffenhof), eine Mühle (Pfaffenmühle) und bei diesen das 1207 erstmals erwähnte Dorf Pasengrune (Pfaffengrün) anlegte. Später wurde der Pfaffenhof mit seinem Zubehör zu einem Klosterlehen. Anfang des 14. Jahrhunderts ließ ein Lehnsmann auf dem als Ingersbühl bzw. Münnichsbühl bezeichneten Sporn über der Mündung des Hotschelohbaches in die Eger eine Feste errichten. Während der Hussitenkriege, – wahrscheinlich 1429 als der Hussitenhauptmann Jakob von Wrzessowitz von der Engelsburg gegen die Stadt Schlackenwerth zog – wurden die Feste und das Dorf zerstört.
Als König Sigismund im Jahre 1434 die Herrschaften Elbogen, Engelsburg und Schlackenwerth seinem Kanzler Kaspar Schlick verpfändete, schlug er der Pfandschaft den dazwischen liegenden und dem Kloster Ossegg entzogenen Besitz um Schömitz zu. Die ruinierte Feste auf dem Ingersbühl wurde dadurch bedeutungslos und nicht wieder aufgebaut. Auch das Dorf Pfaffengrün blieb wüst, lediglich der Pfaffenhof wurde wiederhergestellt. Nach dem Dreißigjährigen Krieg wurde die Herrschaft Engelsburg als konfiszierter Besitz des Leonhard Colonna von Fels 1622 an Hermann Czernin von Chudenitz verkauft. In dieser Zeit wurde Engelsburg an die Herrschaft Gießhübel angeschlossen; und ein neuer Meierhof – der Eichenhof – errichtet. Auf dessen Fluren ließ die Herrschaft im letzten Viertel des 18. Jahrhunderts im Zuge der Raabisation ein gleichnamiges Dorf anlegen, das 1785 erstmals erwähnt wurde. 1829 trat Johann Anton Hladik die Herrschaft Gießhübel gemeinschaftlich seiner Tochter Antonia und dem Schwiegersohn Wilhelm von Neuberg ab.
Im Jahre 1845 bestand das im Elbogener Kreis rechts der Eger gelegene Dominikaldorf Eichenhof aus 37 Häusern mit 243 deutschsprachigen Einwohnern. Im Ort gab es den emphyteutisierten Meierhof „Eichenhof“ mit dem zugehörigen Pfaffenhof und ein herrschaftliches Jägerhaus. Pfarrort war Zwetbau. Einige Trümmer des alten Pfaffenhofes wurden zu dieser Zeit für Reste eines alten Schlosses, und die Überbleibsel der Feste auf dem Minningsbühl für Trümmer eines alten Klosters, das im Dreißigjährigen Krieg von den Schweden zerstört worden sein soll, gehalten. Bis zur Mitte des 19. Jahrhunderts blieb Eichenhof der Herrschaft Gießhübel untertänig.
Nach der Aufhebung der Patrimonialherrschaften bildete Eichenhof ab 1849 einen Ortsteil der Gemeinde Schömitz im Gerichtsbezirk Karlsbad. Ab 1868 gehörte Eichenhof zum Bezirk Karlsbad. Im Jahre 1869 bestand das Dorf aus 46 Häusern und hatte 320 Einwohner. Im Jahre 1900 hatte Eichenhof 442 Einwohner, 1910 waren es 454. Nach dem Ersten Weltkrieg zerfiel der Vielvölkerstaat Österreich-Ungarn, das Dorf wurde 1918 Teil der neu gebildeten Tschechoslowakischen Republik. Beim Zensus von 1921 lebten in den 50 Häusern von Eichenhof 402 Personen, davon 401 Deutsche und ein Tscheche. Am 6. Juni 1926 erfolgte im Ortszentrum die feierliche Enthüllung eines durch den Verein „Heimatsöhne im Weltkrieg“ für die Gefallenen des Ersten Weltkrieges errichteten Denkmals. 1930 bestand das Dorf aus 52 Häusern und hatte 407 Einwohner. Nach dem Münchner Abkommen wurde Eichenhof 1938 dem Deutschen Reich zugeschlagen und gehörte bis 1945 zum Landkreis Karlsbad. Nach dem Ende des Zweiten Weltkrieges kam Eichenhof zur wiedererrichteten Tschechoslowakei zurück. Nach der Aussiedlung der deutschen Bewohner wurde Eichenhof mit Tschechen wiederbesiedelt und 1948 in Dubina umbenannt. Zwischen 1946 und 1960 gehörte Dubina zum Okres Karlovy Vary-okolí. Im Jahre 1950 lebten in den 45 Häusern von Dubina nur noch 142 Personen. Zu dieser Zeit wurde das Gebirge östlich und südlich von Dubina abgesiedelt und der Truppenübungsplatz Hradiště errichtet. Im Zuge der Gemeindegebietsreform von 1960 wurde das Dorf dem Okres Karlovy Vary zugeordnet. Die verfallene Kapelle an der Straße nach Svatobor wurde 1963 abgebrochen. Beim Zensus von 1991 bestand Dubina aus 38 Häusern und hatte 114 Einwohner. Im Jahre 2001 lebten in den 40 Häusern des Ortsteils 137 Personen. Mit Beginn des Jahres 2016 wurden die an Dubina angrenzenden Gebiete aus dem Truppenübungsplatz ausgegliedert und die Gemeinde Doupovské Hradiště gebildet. Im Unterdorf befindet sich der Sitz der Gemeindeverwaltung von Šemnice.

## Ortsgliederung
Dubina ist Teil des Katastralbezirkes Šemnice.

## Sehenswürdigkeiten
- Reste der gotischen Feste auf dem Münnichsbühl. Die ringförmige Anlage auf dem oberen Plateau des Sporns hat einen Durchmesser vom 40 m und wird von einem Burggraben mit vorgesetztem Außenwall umgeben. Vermutlich handelte es sich um einen Wohnturm, wie er vergleichbar noch in Přemilovice erhalten ist. Vom Burgkern sind Reste eines zweigeschossigen steinernen Gebäudes mit einem Grundriss von 4,8 × 12 m erhalten, das früher im Erdgeschoss mit einem Tonnengewölbe überwölbt war. Die Feste wurde wahrscheinlich zu Beginn des 14. Jahrhunderts errichtet und 1429 durch die Hussiten zerstört. In der Mitte des 19. Jahrhunderts wurden die bewachsenen Trümmer für Reste eines Klosters angesehen. Im Jahre 1908 ließ Gustav Kutschera den Bewuchs auf dem Münnichsbühl entfernen; er untersuchte, vermaß und zeichnete die damals noch vorhandenen Mauerreste und ein Gewölbe. In der zweiten Hälfte des 20. Jahrhunderts wurden die Mauerreste verwüstet und zerstört; der Burghügel überwucherte mit Gestrüpp und Bäumen. In neuerer Zeit wurden weitere Schäden durch Amateurschatzsucher verursacht.[6]
- Ehemaliges Kriegerdenkmal vor dem Gemeindeamt, enthüllt 1926. Nach der Vertreibung der deutschen Bewohner wurde der Gedenkstein durch die Neusiedler zerstört. Die entstandene Nische wurde in den 1960er oder 1970er Jahren zugemauert.[7]
- Barocke Kapelle an der Straße nach Svatobor. Das stark baufällige Bauwerk mit markanter Laterne wurde nach 1963 von Anwohnern abgebrochen, weil es angeblich ein Sichthindernis für den Straßenverkehr darstellte. Von der ehemaligen Stirnwand sind noch Grundmauern bis zur Höhe von einem halben Meter erhalten und dienen einem Anwohner als Begrenzung für sein Blumenbeet.[8]
- Nationales Naturdenkmal Skalky skřítků (Zwerglöcher), östlich von Dubina am Schwedelberg
- Lučinsko-svatoborské vodopády, zwei Wasserfälle am Zusammenfluss der Bäche Lučinský potok (Hartmannsgrüner Bach) und Svatoborský potok (Zwetbauer Bach). Die beiden Bäche stürzen dort über 3,5 bzw. 2 Meter in die Tiefe.
- Klamm des Lučinský potok oberhalb von Dubina, der Bach bildet unterhalb des Wasserfalls auf seinem Weg in den Egergraben auf 20 m Länge einen 3 bis 4 m tiefen Einschnitt durch den Granit[9]